# Alfred Parisien
Alfred Parisien (Francia, 4 de marzo de 2001) es un jugador profesional francés de rugby que se desempeña en la posición de centro interior en Lyon Olympique, equipo perteneciente a la liga Top 14.

## Carrera
Parisien es un jugador de formación francesa (JIFF). Comenzó su carrera deportiva con el equipo CA Périgueux Dordogne, en el cual jugó diez temporadas (2006-2016), después pasó a Sporting Union Agen (2016-2018), luego a Lyon Olympique, donde lleva jugando seis temporadas.